# Nachrichtenelektronik Greifswald
Der VEB Nachrichtenelektronik Greifswald (NEG) war ein Hersteller von Telekommunikationstechnik und Schiffselektronik als Volkseigener Betrieb mit Sitz in Greifswald.

## Geschichte
Im September 1965 begann der Aufbau des Betriebes VEB Schiffselektronik Greifswald. Im Juli 1969 konnte dann die erste Produktion starten. Am 1. Januar 1971 wurde der Betrieb in VEB Nachrichtenelektronik Greifswald umbenannt und in den VEB Kombinat Nachrichtenelektronik aufgenommen. 
Ab 1972 begann wie für alle Unternehmen notwendig die Beteiligung an der Konsumgüterproduktion durch die Leiterplattenbestückung (meistens für Kofferradios).
1981 wurde die Entwicklung eines Taschenempfängers begonnen, der 1983 in Produktion ging.
Bis 1990 arbeiteten bis zu 2600 Menschen am Standort, wozu auch eine Berufsschule gehörte. 1991 übernahm die Siemens AG das frühere DDR-Unternehmen und führte den Telekommunikationsbereich als Siemens Übertragungssysteme Greifswald GmbH fort. 1993 wurde die GmbH vollständig in den Konzern in den Bereich ICN integriert.
Heute befinden sich auf dem ehemaligen Gelände noch eine Vielzahl weiterer Unternehmen.
Zum VEB gehörte auch die Insel Görmitz. Die DDR-Nachrichtentechniker unterhielten auf der kleinen Insel ein Kinderferienlager.